# 장흥군의회
장흥군의회는 전라남도 장흥군 지역을 관할하는 기초의회이다.